# Anni 1240
Gli anni 1240 sono il decennio che comprende gli anni dal 1240 al 1249 inclusi.